# Rhodomyrtus effusa
Rhodomyrtus effusa är en myrtenväxtart som beskrevs av Gordon P. Guymer. Rhodomyrtus effusa ingår i släktet Rhodomyrtus och familjen myrtenväxter.
Artens utbredningsområde är Queensland. Inga underarter finns listade i Catalogue of Life.